# Daniel Raúl Bes
Daniel Raúl Bes (Argentina, 3 de febrero de 1931-18 de noviembre de 2023)fue un físico teórico argentino que realizó aportes en el área de los modelos nucleares y conceptos provenientes de la teoría de campos.

## Reseña biográfica
Bes fue un egresado del Colegio Nacional de Buenos Aires. Estudió desde 1950 en la Universidad de Buenos Aires, obteniendo la licenciatura en física en 1954). Entre 1956 y 1959 estuvo en el Instituto Niels Bohr de Copenhague Aage Niels Bohr y Ben Mottelson, a quienes sustituyó en la dirección del Nordic Institute for Atomic Physics (NORDITA) cuando fuerona  recibir el Premio Nobel por sus investigaciones. 
En 1960 se doctoró en la Universidad de Buenos Aires. Formó parte del grupo de investigadores que desarrolló las bases de la investigación de la disciplina en la UBA y en la CNEA, durante la década de los años ‘60, junto Carlos G. Bollini, Juan José Giambiagi, Mario Mariscotti, Ernesto Maqueda, Emma Pérez Ferreira, Julio Rossi y Mariana Weissmann. Desde 1962 ejerció como profesor en la Universidad de Buenos Aires, pero abandonó el país en 1966 por motivos políticos. De 1967 a 1968 estuvo en la Universidad Carnegie Mellon y de 1968 a 1971 en la Universidad de Minnesota, donde recibió una cátedra titular. 
En 1971 regresó a Argentina e investigó nuevamente en la Comisión Nacional de Energía Atómica  y para el Consejo Nacional de Investigaciones Científicas y Técnicas (CONICET). De 1977 a 1999 fue profesor de la Universidad Tecnológica Nacional. Entre 1998 y 2003 fue decano de la recién fundada Facultad de Ingeniería de la Universidad Favaloro. Fue un invitado frecuente del Instituto Niels Bohr.
Entre sus numerosos aportes se encuentran los desarrollos de la teoría de excitaciones de pares de nucleones, en modelos colectivos de rotaciones y vibraciones nucleares y la teoría nuclear de campos. Sobre su trayectoria, Bes decribió:

“La física nuclear estudia la ‘sociología’ de neutrones y protones dentro del núcleo atómico. Durante los años treinta, el principal centro teórico estuvo en el Niels Bohr Institute (NBI), Copenhague. Después de la guerra, los principales referentes, Aage Niels Bohr y Ben Roy Mottelson, recibieron el premio Nobel en 1975 por el modelo nuclear unificado. Tuve la suerte de colaborar con ellos como becario en el NBI (1956-1959) y continuar haciéndolo tras mi regreso a la Argentina. En 1962, me incorporé al Departamento de Física de la UBA, dirigido por Juan José Giambiagi. A mediados de 1964, volví a Copenhague para reemplazar a Bohr y a Mottelson en la guía de jóvenes físicos escandinavos. En julio de 1966, tuvo lugar la "noche de los bastones largos", por lo cual emigré a Estados Unidos”.

De 1994 a 1998 fue presidente de la Sociedad Argentina de Física. Cofundó la Revista Ciencia Hoy en 1989, integrando el primer Consejo Editorial junto a Elvira Arrizurieta, Jorge Balán, Elena Chiozza, Patricio Garrahan, Jorge Henrique Hardoy, Armando Haeberer, Emilio de Ipola, Alejandro Paladini, Fidel Schaposnik, Osvaldo Soriano y José Pérez Gollán. Además de investigar en física, Bes se ocupó del desarme nuclear y de la crisis de la deuda latinoamericana. Fue presidente de la Asociación Física Argentina, entre 1994 y 1998.
Fue autor de más 150 publicaciones en revistas internacionales y dos libros, además de participar en reuniones internacionales y contribuir al funcionamiento institucional de distintas entidades.
Entre sus estudiantes de doctorado se encuentran Jorge Kurchan, Norberto Scoccola y Osvaldo Civitarese.
Su fallecimiento fue lamentado por la comunidad científica argentina.

## Distinciones
Fue miembro de la Academia Nacional de Ciencias Exactas, Físicas y Naturales, de la Academia de Ciencias de América Latina y del Centro Internacional de Física Teórica "Abdus Salam" ICTP.  Recibió el Premio Konex de Platino en 1983: Física y Tecnología Nucleares. Fue Presidente del Gran Jurado Premios Konex 2003: Ciencia y Tecnología. Fue jurado de los Premios Konex 1997: Comunicación - Periodismo. En 1996 recibió el Premio Bunge y Born. En 2008 recibió el doctorado honoris causa por la Universidad Nacional de San Martín. En 2008 fue nombrado Socio Honorario de la Asociación Física Argentina.Fue distinguido como Investigador de la Nación en 2021 por su extensa trayectoria científica.